# I. Huccijasz hettita király
I. Huccijasz (𒁹𒄷𒍖𒍣𒄿𒀀𒀸ḫu-uz-zi/ze-i̯a(-aš)) a hettita óbirodalom, vagy korai királyság utolsó királya. Ha Huccijasz neszai királyt is figyelembe vesszük, akkor II. Huccijasz. Apja, Ammunasz meggyilkolása révén került trónra, korábban aktívan részt vett két testvére, Tittijasz és Hantilisz megölésében is. Ebben segítői a nagybátyja, Curusz (a későbbi uralkodó, Taharvalijasz apja), valamint egy Taruhszusz nevű futár voltak. Ez gyakorlatilag az összes információnk, ami  ötéves  uralkodásáról fennmaradt, ez is utódja, Telipinusz feliratain.
Telipinusz öt év után eltávolította Huccijaszt a trónról, de a korábbi hettita hagyományokkal ellentétben életben hagyta (legalábbis saját feliratai szerint) sógorát.